# 埃塞俄比亚歌百灵
埃塞俄比亚歌百灵（学名：Calendulauda alopex），是百灵科短嘴百灵属的一种，分布于索马里、肯尼亚、乌干达、坦桑尼亚和埃塞俄比亚。该物种的保护状况被评为无危。
埃塞俄比亚歌百灵的平均体重约为24.0克。栖息地包括干燥的稀树草原、亚热带或热带的（低地）干燥疏灌丛和亚热带或热带的（低地）干草原。